# Frank Stack
Frank Stack   (Winnipeg, 1 de gener de 1906 - Winnipeg, 5 de gener de 1987) fou un patinador de velocitat sobre gel canadenc que va competir entre les dècades de 1930 i 1950.
Durant la seva carrera esportiva va prendre part en tres Jocs Olímpics d'Hivern, el 1932, 1948 i 1952. Va guanyar una medalla de bronze en els 10.000 metres el 1932, alhora que fou quart en els 500 metres i 1.500 metres i setè en els 5.000 metres. Es va perdre els Jocs de 1936 per manca de fons per viatjar a Berlín.
S'inicià en el patinatge amb 13 anys, seguint el seu pare Jack, que també era un patinador de velocitat. Va ser el campió júnior del Canadà occidental de 1919 a 1923 i el campió sènior de 1924 a 1929. El 1931, 1932 i 1938 va guanyar els campionats d'Amèrica del Nord en pista coberta. Es va retirar el 1954, tot i que el 1966 tornà a competir i pujà al podi en cinc campionats canadencs de patinatge. Mentre competia va treballar com a entrenador de patinatge de velocitat i va preparar l'equip nacional per als Jocs Olímpics d'Hivern de 1952 i 1960.
El 1965 va ser inclòs al Canadian Speed Skating Hall of Fame, el 1974 al Canadà Sports Hall of Fame i el 1981 al Manitoba Sports Hall of Fame and Museum. Un carrer de Winnipeg porta el nom en honor seu.